# 94 Virginis
94 Virginis är en vit stjärna i huvudserien i Jungfruns stjärnbild.
Stjärnan har visuell magnitud +6,52 och kräver fältkikare för att kunna observeras. Den befinner sig på ett avstånd av ungefär 385 ljusår.